# Deglutinare
În lingvistică, termenul deglutinare (< deglutina < fr  déglutiner) denumește fenomenul contrar aglutinării. Este o schimbare fonetică care constă în separarea unui segment inițial al unui cuvânt de restul său. Unii autori consideră sinonime termenii „deglutinare” și „afereză”, definindu-i drept căderea unui astfel de segment și pierderea sa. Alții rezervă termenul „afereză” numai pentru fenomenul care include pierderea segmentului, și înțeleg prin deglutinare și păstrarea segmentului separat înaintea segmentului rămas. În acest caz, afereza este interpretată de unii autori ca un fenomen care face parte dintr-o falsă analiză a unui cuvânt sau a sintagmei pe care o formează cu determinantul abstract care îl precede, formându-se astfel o altă sintagmă. Prin urmare, în acest sens, deglutinarea este o formă particulară a aferezei.
Deglutinarea este considerată de unii autori și ca un procedeu de formare de cuvinte, dat fiind că segmentul ce rămâne din cuvântul tăiat formează un cuvânt nou. În lingvistica istorică este un fenomen de etimologie populară, adică inițial este o abatere individuală de la o regulă a limbii. Unele asemenea abateri se generalizează, iar în cazul limbilor care au o varietate standard, ajung să fie integrate de aceasta.

## Exemple de deglutinare

### În limba română
În română sunt cuvinte moștenite și împrumutate al căror segment inițial a fost interpretat ca un cuvânt gramatical, de pildă:
la  ambulester > în buiestru;
la  umbilicus > un buric;
el  ostrakina > o strachină.

### În limba franceză
În franceză au fost reanalizate unele sintagme determinant abstract + substantiv. De exemplu, în franceza veche s-a ajuns ca cuvântul „prietenă” să se spună mie, în urma reanalizării sintagmei cu sensul „prietena mea”. Aceasta se spunea m'amie, cu elidarea adjectivului posesiv ma, apoi sintagma a fost tăiată după a și astfel „prietena mea” a devenit ma mie. Această sintagmă nu s-a păstrat, în franceza modernă standard corespunzându-i mon amie.
S-a păstrat în schimb cuvântul griotte „vișină”, format tot prin deglutinare. Inițial avea forma agriotte, cu articol hotărât l'agriotte „vișina”. Prin deglutinare, sintagma a devenit la griotte.

### În limba engleză
În engleză au avut loc deglutinări analoge cu cele din franceză. De pildă adder, numele comun al unor specii de șerpi, provine din forma din engleza veche naddre, prin reinterpretarea limitei dintre cuvinte în forma articulată nehotărât: a naddre > an adder.
Alt exemplu asemănător este apron „șorț”. Mai întâi a fost împrumutat din franceza veche cuvântul napperon, diminutivul lui nappe „față de masă”. În engleză, cu articol nehotărât a dat a naperon, care a devenit an apron.

### În limba italiană
În italiană există variante actuale de cuvinte fără deglutinare și cu deglutinare, precum l'arena și la rena „nisipul”, sau l'oscuro și lo scuro „întunericul”.

### În limba portugheză
În portugheză există cuvinte care au evoluat prin deglutinare, confundându-se primul sunet cu articolul hotărât, precum:
bispo „episcop”, din latinescul episcopu care a trecut prin formele ebiscopo > obisc'po > obispo > o bispo „episcopul”;
bodega „cârciumă”, din la  apotheca, cu sonorizarea consoanelor și deglutinare, a confundându-se cu articolul hotărât feminin: a bodega „cârciuma”.